# Presa di Ootmarsum
La presa di Ootmarsum fu un assedio combattuto presso la città di Ootmarsum (attuali Paesi Bassi) dal 19 al 21 ottobre 1597, nell'ambito della guerra degli ottant'anni. Un esercito anglo-olandese guidato dal conte di Duivenvoorde, assediò Ootmarsum mentre Maurizio d'Orange era alle prese con la conquista della città di Oldenzaal. Il governatore spagnolo della città, Otto Van Den Sande, si arrese dopo due giorni d'assedio e la città passò agli olandesi.

## Antefatto
Dopo la presa di Enschede e con l'esodo dei membri della guarnigione spagnola, Maurizio d'Orange si portò con i propri militari ad assediare Oldenzaal. Prima che Maurizio avesse la possibilità di giungere sul posto, ad ogni modo, decise di dividere il suo esercito in due, portando il grosso con sé e distaccando una forza al comando del conte di Duivenvoorde ad Ootmarsum per assediarla.

## L'assedio
Come per Enschede, anche a Ootmarsum la situazione fu la medesima; dopo alcuni colpi iniziali, gli olandesi inviarono un trombettiere a chiedere la resa al cancello principale della città di Ootmarsum. Duivenvoorde minacciò che, per ordine di Maurizio d'Orange, aveva avuto carta bianca per radee al suolo la città come già accaduto per Bredevoort e Groenlo nelle settimane precedenti. La guarnigione, comandata da Otto van den Sande, replicò che il re di Spagna aveva comandato loro di difendere la città sino all'ultimo uomo e che egli non aveva l'autorità di controbattere a tale ordine. Sande ordinò quindi la ripresa degli scontri a suon di artiglieria per tutta la notte, causando diversi morti tra gli inglesi che cercavano di scavare delle trincee attorno alla città.

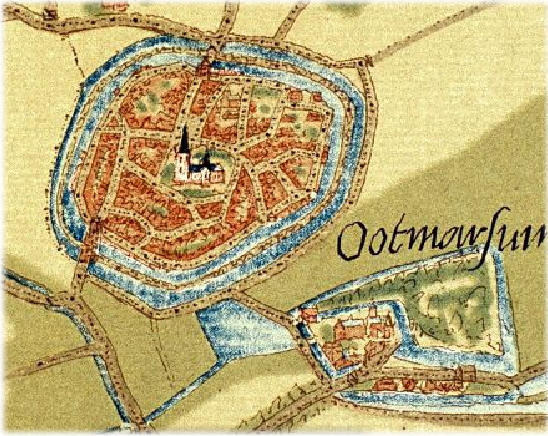
Mappa della città di Ootmarsum nel 1570

Maurizio d'Orange, udita la resistenza opposta dalla città al suo distaccamento, inviò presso di loro quattro cannoni pesanti. La mattina seguente i genieri olandesi iniziarono a puntare due cannoni contro le fortificazioni a sud della città. A nord le truppe inglesi ed i genieri fecero lo stesso con gli altri cannoni disponibili. Il bombardamento riprese incessante.
Van den Sande ben presto realizzò che la sua posizione era senza speranza e pertanto dovette cedere al nemico che assediava la fortezza. Agi assediati venne concesso di abbandonare la città con le loro bandiere, due cannoni, 360 kg di polvere da sparo, 4 tonnellate di farina e altre provviste. Secondo gli accordi gli spagnoli si sarebbero ritirati oltre il fiume Mosa dove si sarebbero dovuti astenere da futuri combattimenti per un periodo di tre mesi.
Gli anglo-olandesi ordinarono nuove fortificazioni per la città. Nel contempo, Maurizio col grosso dell'esercito era ancora impegnato nell'assedio di Oldenzaal che capitolò il giorno successivo.